# Dasyatis sinensis
Dasyatis sinensis är en rockeart som först beskrevs av Franz Steindachner 1892.  Dasyatis sinensis ingår i släktet Dasyatis och familjen spjutrockor. IUCN kategoriserar arten globalt som otillräckligt studerad. Inga underarter finns listade i Catalogue of Life.